# Heath Ledger
Heath Ledger   (Perth, 4 d'abril de 1979 - Manhattan, 22 de gener de 2008) va ser un actor australià, guanyador dels premis Óscar, Globus d'Or, BAFTA i SAG, per la seva interpretació del Joker a El cavaller fosc (2008), amb notables interpretacions a pel·lícules com: Ten Things I Hate About You (1999), El patriota (2000), Història d'un cavaller (2001), Brokeback Mountain (2005), Lords of Dogtown (2005), entre d'altres.

## Trajectòria
A l'inici de la seva carrera, després d'interpretar papers en diverses produccions cinematogràfiques i televisives australianes durant el decenni de 1990, Ledger es va mudar als Estats Units el 1998 per desenvolupar encara més la seva carrera cinematogràfica. A més d'exercir-se com a actor, va produir i va dirigir vídeos musicals i va aspirar a ser director de cinema.
Per la seva interpretació com a Ennis Del Mar a Brokeback Mountain, dirigida per Ang Lee, Ledger va guanyar el premi del New York Film Critics Circle al millor actor el 2005 i el premi a la mateixa categoria de l'Australian Film Institute el 2006, i va estar també nominat per a l'Óscar el 2005, així com per al BAFTA del 2006. Pòstumament, va compartir el Premi Independent Spirit amb Robert Altman el 2007 amb la resta de l'elenc, el director i l'encarregat de les audicions de la pel·lícula I' i cantant nord-americà Bob Dylan. En la pel·lícula, Ledger va interpretar un actor fictici anomenat Robbie Clark, un dels sis personatges que representen diferents aspectes de Dylan. Va ser nominat i va obtenir diversos premis per la seva actuació com el Joker a El cavaller fosc, incloent un Òscar al millor actor sescundari, a títol pòstum, el Premi atorgat pel Cercle de Crítics de Cinema de Los Angeles de 2008,així com el Globus d'Or de 2009 en la categoria de millor actor secundari.
Va morir als 28 anys d'edat, després d'una sobredosi accidental de medicaments receptats. Pocs mesos abans de la seva mort, Ledger havia acabat amb el treball del seu penúltim paper, com el Joker a El cavaller fosc. el 22 de gener de 2008, havia completat poc menys de la meitat del seu treball personificant a Tony a la pel·lícula de Terry Gilliam The Imaginarium of Doctor Parnassus.

## Filmografia
| Any  | Títol                                             | Paper                                                            | Notes |
| 1992 | Clowning around                                   |                                                                  | |
| 1993 | Ship to shore                                     | Ciclista                                                         | |
| 1996 | Sweat                                             | Snowy Bowles                                                     | |
| 1997 | Home and Away                                     | Scott Irvin                                                      | |
| 1997 | Blackrock                                         | Toby                                                             | |
| 1997 | Paws                                              | Oberon                                                           | |
| 1997 | Roar                                              | Conor                                                            | |
| 1999 | 10 Things I Hate About You                        | Patrick '"Pat" Verona                                            | |
| 1999 | Dues mans (Two Hands)                             | Jimmy                                                            | |
| 2000 | El patriota                                       | Gabriel Martin                                                   | |
| 2001 | Monster's Ball                                    | Sonny Grotowski                                                  | |
| 2001 | A Knight's Tale                                   | Sir William Thatcher / Sir Ulrich von Lichtenstein de Gelderland | |
| 2002 | Les quatre plomes (The Four Feathers)             | Harry Faversham                                                  | |
| 2003 | The Order                                         | Alex Bernier                                                     | |
| 2003 | Ned Kelly                                         | Ned Kelly                                                        | |
| 2005 | Casanova                                          | Giacomo Casanova                                                 | |
| 2005 | Brokeback Mountain                                | Ennis Del Mar                                                    | Nominació − Oscar al millor actor Nominació − Globus d'Or al millor actor dramàtic Nominació − BAFTA al millor actor |
| 2005 | El secret dels germans Grimm (The Brothers Grimm) | Jacob Grimm                                                      | |
| 2005 | Lords of Dogtown                                  | Skip                                                             | |
| 2006 | Candy                                             | Dan                                                              | |
| 2007 | I'm Not There                                     | Robbie Clark                                                     | |
| 2008 | El cavaller fosc                                  | Joker                                                            | Oscar al millor actor secundari Globus d'Or al millor actor secundari BAFTA al millor actor secundari                |
| 2009 | L'imaginari del Doctor Parnassus (inacabada)      | Tony                                                             | |